# Paulianostes panggoling
Paulianostes panggoling är en skalbaggsart som beskrevs av Alberto Ballerio 1999. Paulianostes panggoling ingår i släktet Paulianostes och familjen Hybosoridae. Inga underarter finns listade i Catalogue of Life.